# Megacrania tsudai
Megacrania tsudai är en insektsart som beskrevs av Tokuichi Shiraki 1932. Megacrania tsudai ingår i släktet Megacrania och familjen Phasmatidae. Inga underarter finns listade i Catalogue of Life.